# Цопа (Муреш)
Цопа (рум. Țopa) насеље је у Румунији у округу Муреш у општини Албешти. Oпштина се налази на надморској висини од 362 m.

## Историја
Према државном шематизму православног клира Угарске 1846. године у месту Бун Утеркве живело је 198 православних породица, са придодатм филијајним - 49 из Сарда. Православни парох био је тада поп Илија Јовановић којем је помагао капелан поп Захарије Кришан.

## Становништво
Према подацима из 2002. године у насељу је живело 361 становника.

### Попис2002.
| Расподела становништва по националности 2002.‍ | Расподела становништва по националности 2002.‍ | Расподела становништва по националности 2002.‍ | Расподела становништва по националности 2002.‍ | Расподела становништва по националности 2002.‍ |
| --------------------------------------------- | --------------------------------------------- | --------------------------------------------- | --------------------------------------------- | --------------------------------------------- |
|                                               |                                               |                                               |                                               |                                               |
| Румуни                                        | Румуни                                        |                                               | 318                                           | 88,1%                                         |
| Мађари                                        | Мађари                                        |                                               | 38                                            | 10,5%                                         |
| Роми                                          | Роми                                          |                                               | 5                                             | 1,4%                                          |